# Pseudophysocephala ugandae
Pseudophysocephala ugandae är en tvåvingeart som beskrevs av Krober 1939. Pseudophysocephala ugandae ingår i släktet Pseudophysocephala och familjen stekelflugor.
Artens utbredningsområde är Uganda. Inga underarter finns listade i Catalogue of Life.